# Koboz

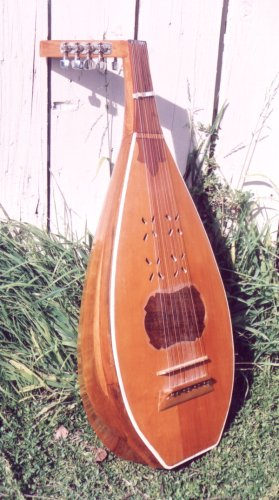
Ungarische koboz

Koboz, ungarisch, und rumänisch cobză, ist eine gezupfte Kurzhalslaute, die in Ungarn, Rumänien und der Republik Moldau gespielt wird und ebenso wie die arabische ʿūd wegen ihres nach hinten abgewinkelten Wirbelkastens zu den Knickhalslauten zählt. Ein form- und namensverwandtes Lauteninstrument in der Ukraine heißt kobsa (ukrainisch кобза).

## Herkunft
Koboz und cobză gehören zu einer Reihe osteuropäischer und zentralasiatischer Bezeichnungen für Lauteninstrumente, die auf einen alttürkischen Ursprung (kobus, qūbūz, qopuz) zurückgehen. So heißen gezupfte Langhalslauten, Streichinstrumente und ferner in Zentralasien in mehreren Turksprachen Maultrommeln (qopuz). Abgewandelte Bezeichnungen für zentralasiatische Saiteninstrumente sind kobys, die kasachische Schalenhalslaute, und komuz, eine gezupfte Langhalslaute in Kirgisistan. Nach Curt Sachs (1915) war die schlanke Form der komuz Vorbild für mehrere namensverwandte arabische Lauten, die als qanbus in den Jemen und als gambus in einige islamisierten Gebiete des Malaiischen Archipels kamen.
Der älteste Lautentyp ohne angesetzten langen Hals, der in das 8. Jahrhundert v. Chr. datiert wird, ist aus dem Iranischen Hochland bekannt. Aus ihm entwickelte sich die persische Kurzhalslaute barbat, welche im 7./8. Jahrhundert die heute von der arabischen ʿūd bekannte Form mit einem dickbauchigen, aus Lamellen gefertigten Korpus annahm. Nach Osteuropa gelangten Kurzhalslauten dieses Typs aus dem östlichen Mittelmeerraum. Eine griechische Quelle um 800 n. Chr. erwähnt eine kobuz genannte Laute mit sieben Bünden und drei bis fünf Saiten. Cobuz hieß ein im 16. und 17. Jahrhundert in Rumänien verbreitetes und heute verschwundenes Saiteninstrument, das in Geschichtsquellen und in der Volksdichtung erwähnt wird.
Eine Bezeichnung für ukrainische Lauten dieser Zeit war kobsa (kobza). Nach Abbildungen des 16. bis 18. Jahrhunderts verstand man unter kobsa verschiedene Lautentypen: aus einem Holzblock geschnitzte oder aus Lamellen verleimte Kurzhalslauten wie die rumänische cobză und Langhalslauten vom Typ der tanbūr. Anfang des 20. Jahrhunderts war die ukrainische Knickhalslaute verschwunden. Rekonstruierte Lauten werden heute gelegentlich wieder in der Volksmusik gespielt. Ferner wurden früher gänzlich andere Musikinstrumente kobsa genannt, beispielsweise der Dudelsack (rumänisch cimpoi) und die Drehleier. Auf Polnisch steht kobza für eine Laute und das gleich ausgesprochene koza für einen Dudelsack. Die mit den Polen in Kontakt stehenden moldauischen Schafhirten übernahmen dieses Wort für beide Instrumente. In Ungarn wurden Dudelsäcke ab Anfang des 19. Jahrhunderts allmählich durch Orchester mit Saiteninstrumenten ersetzt.
Auf Ungarisch ist das Wort koboz seit 1237 belegt, wobei die Form des damaligen Musikinstruments nicht bekannt ist. Im 17. Jahrhundert war die koboz unter den Ungarn weit verbreitet. Die cobză ist möglicherweise das älteste rumänische Saiteninstrument. Vorläufer der rumänischen cobză sind auf Wandmalereien aus dem 16. Jahrhundert in verschiedenen Kirchen dargestellt. In rumänischen Quellen ab jener Zeit taucht der Begriff làută auf, der damals vermutlich allgemein Lauteninstrumente einschließlich der cobză bezeichnete und heute in manchen Regionen für Violinen steht. Eine religiöse Schrift des walachischen Herrschers Neagoe Basarab (1481–1521) erwähnt eine làută genannte Laute, ebenso der Chronist Mateu Strikovski im 16. Jahrhundert. Namentlich làutăs und cobzăs wurden zusammen mit Harfen (arfe) an den Fürstenhäusern gespielt. Somit konnten Laute und cobză auch als unterschiedliche Instrumente aufgefasst werden. Sie besaßen Abbildungen zufolge einen ähnlichen birnenförmigen Korpus. Nach einer Quelle von 1652 war ein Lautenspieler jemand, der Laute oder Violine spielte.

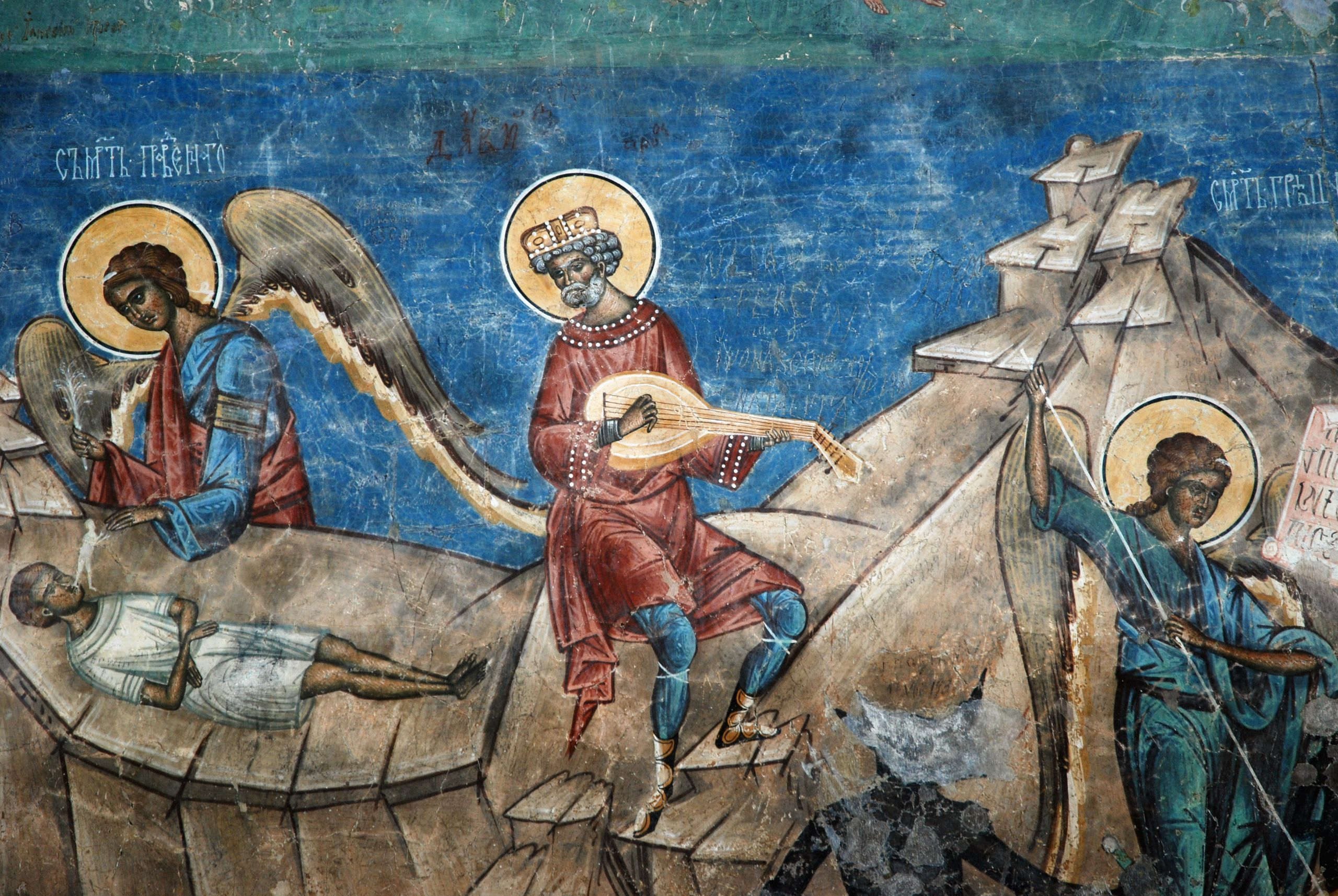
Kirche des Klosters Voroneț. Mitte des unteren Feldes mit dem Laute spielenden König David.

An der äußeren Westwand der Kirche des Klosters Voroneț von 1547 ist über die gesamte Fläche das Jüngste Gericht zu sehen. Auf der besterhaltenen Darstellung an den Moldau-Klöstern jener Zeit sitzt im unteren Feld, etwas rechts von der Mitte David und zupft eine Knickhalslaute, deren Form dem heutigen Instrument sehr ähnlich ist. Rechts oberhalb bläst ein Engel die Langtrompete bucium (namens- und formverwandt mit der römischen bucina). Die älteste fragmentarisch erhaltene Darstellung des Jüngsten Gerichts findet sich an der Kirche von Crișcior in Siebenbürgen aus dem 14. Jahrhundert. Das Motiv des Jüngsten Gerichts mit dem sitzenden König David, der seine Laute waagrecht vor dem Oberkörper hält, kommt im 16. und 17. Jahrhundert an mehreren rumänischen Kirchen auch in der Walachei vor. Es ist eine an die rumänische Tradition angepasste Abänderung des biblischen Themas, wonach David eigentlich eine „Harfe“ (kinnor) spielt. Typisch für die Malereien an den Kirchen in der Moldau ist die Szene vom Verlorenen Sohn, der Feste in ländlicher Umgebung feiert, bei denen Gruppen von Sängern, Musikern und Tänzern auftreten. Die Musiker spielen Geige, cobză und Trompete. Der Hals der abgebildeten Lauten erscheint etwas länger und dünner als bei heutigen cobzăs.
Zu der nicht eindeutig möglichen Zuordnung der verschiedenen Benennungen für Musikinstrumente zu einem Instrumententyp in historischen Texten – cobză, koboz, kobuz, kopuz, kăpusch, kăputz oder kaput – kommt noch die unsichere Beziehung zum Instrument caetera, von dem zumindest feststeht, dass es ein Streichinstrument wie die Violine gewesen sein muss. Der rumänische Musikethnologe Tiberiu Alexandru vergleicht die genannten Lauteninstrumente und die caetera mit der serbischen gusle, die auf dem Balkan weit verbreitet ist. In Rumänien war die gestrichene Schalenhalslaute gusle entsprechend ihrer heutigen Funktion auf dem Balkan ein Instrument der epischen Sänger. Im 17. Jahrhundert scheinen die gezupften Lauten ihre Bedeutung als führendes Melodieinstrument an Streichlauten und andere Instrumente verloren zu haben. So wurde die cobză zur Begleiterin des Melodieinstruments degradiert und „Lautenspieler“ wurde ein anderes Wort für Violinenspieler.

## Bauform

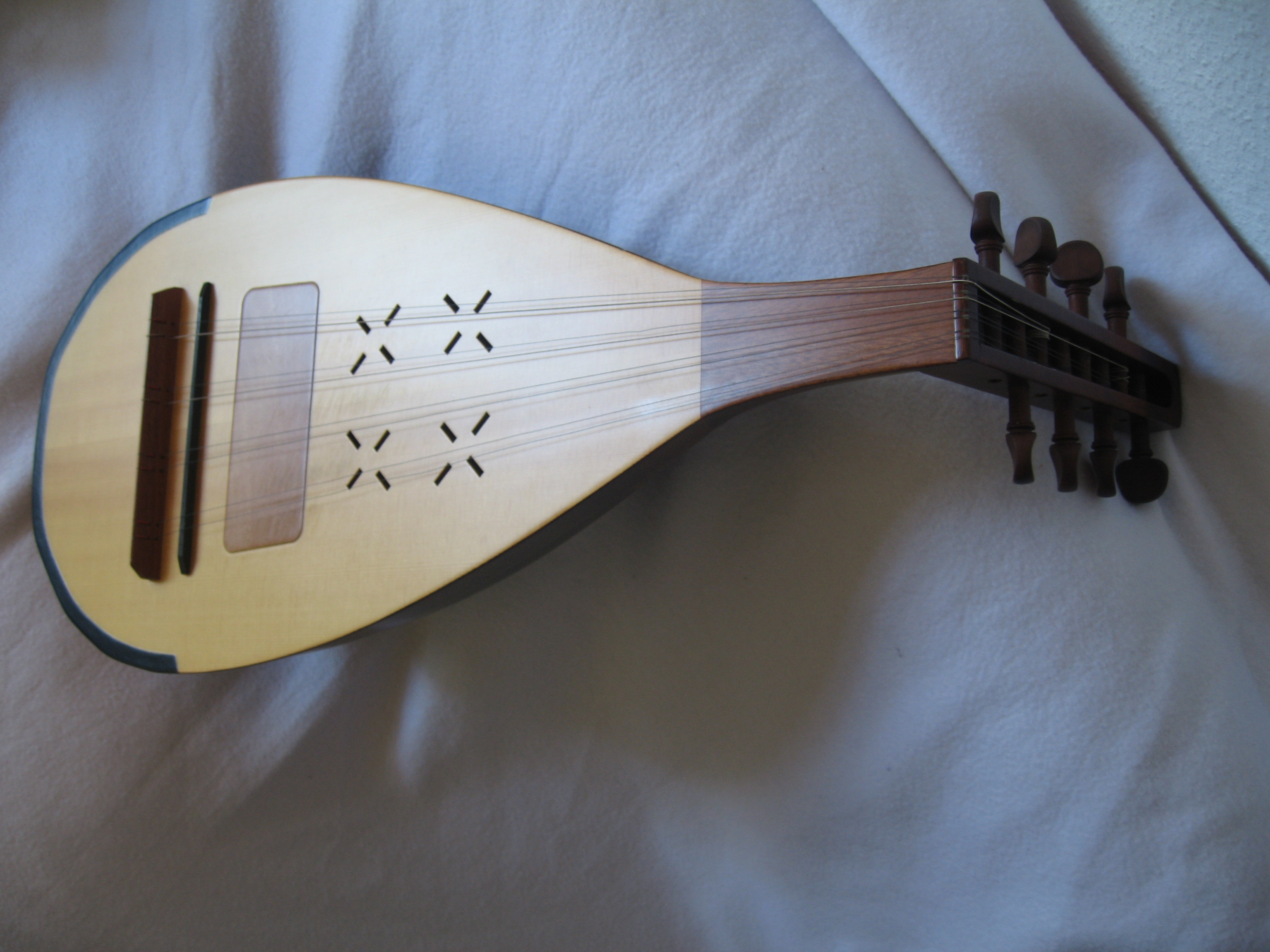
Rumänische cobză

Die ungarische koboz und die baugleiche rumänische cobză besitzen einen tiefbauchigen birnenförmigen Korpus (rumänisch burduf oder bîrdan), der aus fünf bis sechs längs verleimten Lamellen aus Berg-Ahorn oder Walnussholz besteht. In die flache Decke (rumänisch față) aus Fichtenholz sind mehrere kleine Schalllöcher in einem symmetrischen Muster eingesägt. Der kurze breite Hals (rumänisch gît) aus dunklem Hartholz endet an einem annähernd rechtwinklig nach hinten geknickten Wirbelkasten (rumänisch cuier). Von den seitenständigen Hartholzwirbeln oder einer Stimmmechanik führen die Saiten über einen flachen Steg im unteren Bereich der Decke bis zu einem Saitenhalter (cordar) aus einem Hartholzstreifen, der sich direkt hinter dem Steg befindet.
Die Knickhalslaute ist mit acht oder zwölf Darm- oder Metallsaiten bespannt, die in vier Chören zu jeweils zwei oder drei Saiten angeordnet sind. Bei aus zwei Saiten bestehenden Chören kann jeweils eine auf Rumänisch burdoi oder burduni (Plural burdoaie) genannte Saite dicker als die andere und eine Oktave tiefer gestimmt sein, bei drei Saiten eines Chores können zwei Saiten dicker und eine Oktave tiefer gestimmt sein. Abgesehen von regionalen Abweichungen werden die Saiten üblicherweise in Quint- und Quartabständen auf d–a–d–g gestimmt. Die Saiten werden mit einem Gänsekiel gezupft. Um Kratzer an der Decke durch das Zupfen zu vermeiden, ist an dieser Stelle unter den Saiten ein Hartholzplättchen oder ein Lederstreifen aufgeklebt. Die koboz in Ungarn und die cobză in Rumänien besitzen keine Bünde, im Unterschied zur cobză in der Republik Moldau, wo die cobză meist zwölf Bünde besitzt. Die Stadt Reghin ist das rumänische Zentrum des Geigenbaus. Dort werden auch cobzăs hergestellt.

## Spielweise und Verbreitung

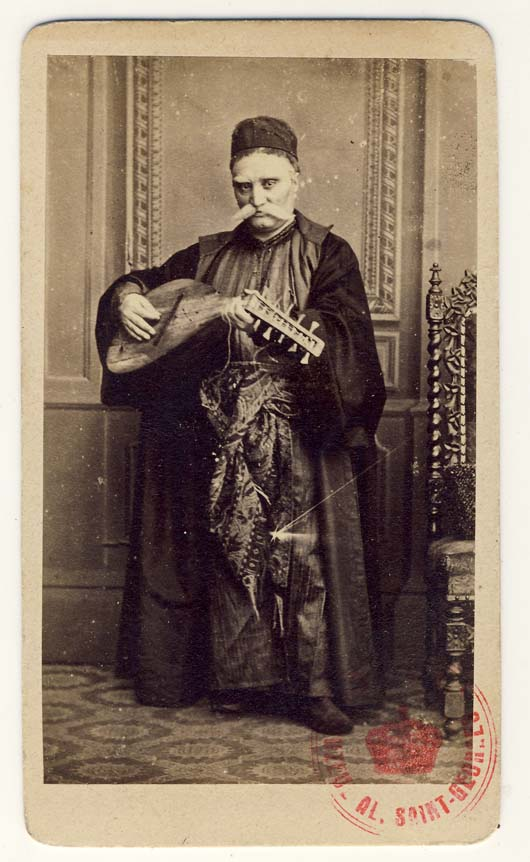
Der Bühnenschauspieler Matei Millo (1814–1896) spielt eine rumänische cobză in der Rolle des berühmten rumänischen Cobză-Spielers und Sängers Barbu Lăutaru (Vasile Barbu, 1780–1858). Aufnahme von Carol Szathmari um 1860.

Vom alten rumänischen Wort für Lauteninstrument, làută, ist die Bezeichnung des professionellen Volksmusikers lăutar (Plural lăutari) abgeleitet, der auf dem Balkan meist ein Roma ist. Lăutari spielten bis in die erste Hälfte des 20. Jahrhunderts die cobză vorwiegend in den Regionen Muntenia (Große Walachei), Siebenbürgen, Moldau und Bukowina. Heute ist die Laute überall selten geworden. In Oltenia (Kleine Walachei) im Südwesten Rumäniens wurde sie durch die Gitarre (chitară) ersetzt, anderswo durch das Hackbrett: in Ungarn das cimbalom und in Rumänien das țambal. Andere Saiteninstrumente, die in Volksmusikensembles heute gespielt werden, sind Zither, Harfe die Langhalslaute tambura und in einem besonderen Ensemble ein gardon genanntes Instrument von der Größe eines Cellos oder eines (selbst gebauten) Kontrabasses, das perkussiv zur Begleitung der melodieführenden Violine (vioara) eingesetzt wird.
Im 18. Jahrhundert gab es Musikgruppen, die neben cobză ein bis zwei Geigen und die Panflöte nai spielten. Eine historische Fotografie eines Trios aus Panflöte, cobză und Geige zeigt den cobză-Spieler in der Mitte stehend mit seinem Instrument annähernd waagrecht vor der Brust. Ein anderer Musiker aus der Region Moldau, der in einem ungarischen Buch von 1943 abgebildet ist, hält die cobză im Sitzen auf seinem linken Oberschenkel schräg seitwärts nach oben. Die koboz diente überwiegend zur Gesangsbegleitung in einem Ensemble mit Flöte (fluier) und Violine bei Tanzveranstaltungen, Festen und Hochzeiten. Das Ensemble der lăutari heißt taraf (allgemein Volksmusikensemble). Für Roma-Musiker bilden eine melodieführende Violine und eine rhythmisch begleitende cobză ein typisches Unterhaltungsorchester, besonders auf dem Land im Süden Rumäniens. Durch den Einfluss der orientalischen Musiktradition aus der Zeit der osmanischen Herrschaft messen manche Musiker dem Rhythmusinstrument eine größere Bedeutung als dem Melodieinstrument bei.
Nördlich der Karpaten wird der epische Sänger vom rhythmischen Grundschlag einer Gitarre, einer cobză oder einem tragbaren cimbalom begleitet. Nur wenn der Sänger pausiert, übernimmt für eine kurze Zeit eine Violine seine Melodie. Dies geschieht an Stellen, bei denen nach inhaltlichen Kriterien eine Unterbrechung des Textes sinnvoll erscheint. Ein solches instrumentales Zwischenspiel wird als taxim (von arabisch taqsīm) bezeichnet. Die Violine kann gelegentlich die Gesangsstimme doppeln. Neben Violine, cobză und Hackbrett gehören zu heutigen Ensembles auch häufig Akkordeon und Kontrabass. Sie spielen ebenfalls begleitende Rhythmusmuster. Wie das Hackbrett (cimbalom und țambal) um die Mitte des 20. Jahrhunderts die cobză in den Hintergrund drängte, wird heute häufig das Hackbrett durch das Akkordeon ersetzt.
Die moldauische Musikerin Violeta Zaplitnii spielt in Chișinău ihre cobză mit Bünden wie eine klassische Gitarre.